# Саламандра альпійська

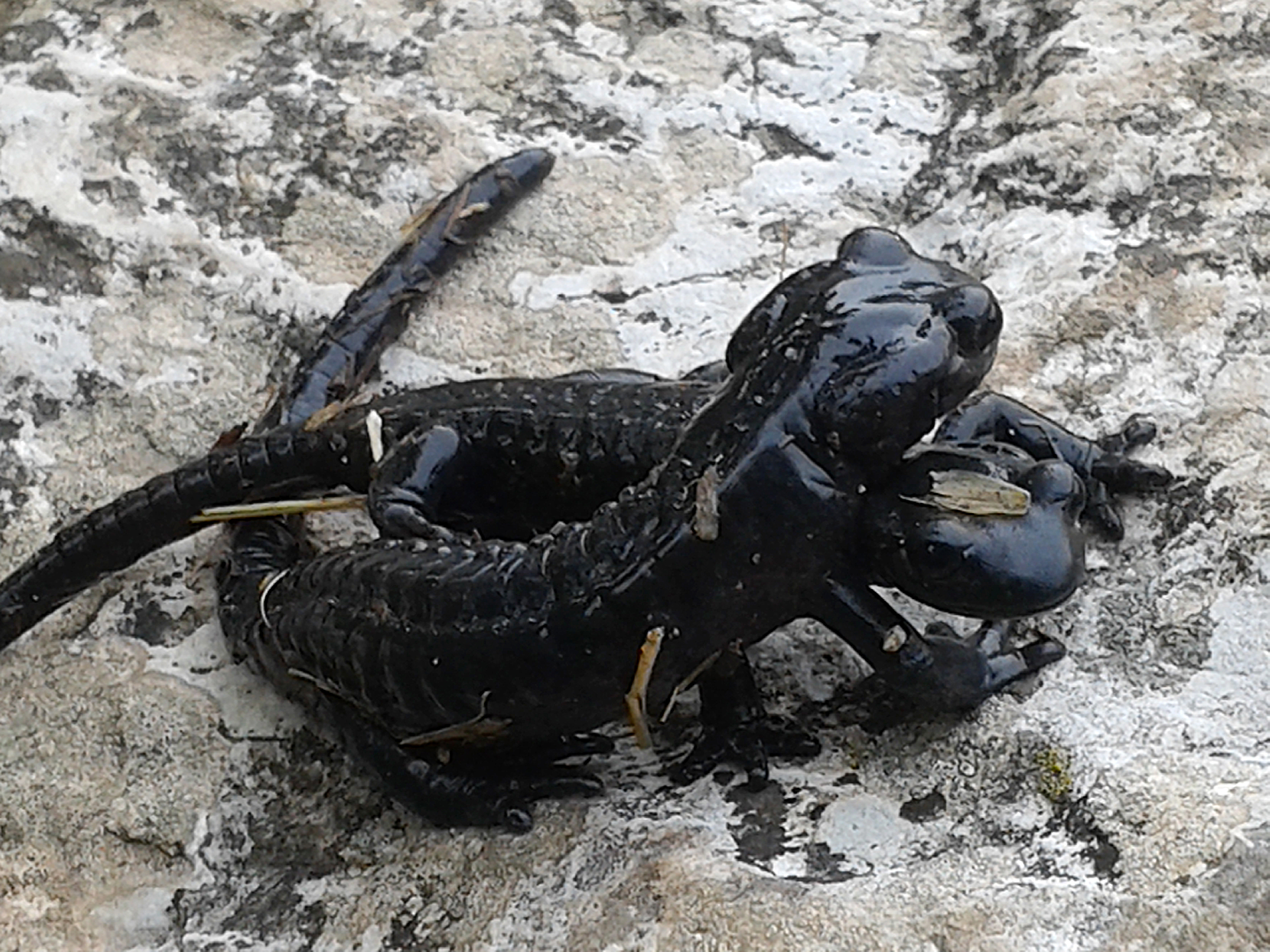
Саламандра альпійська в Тулузькому музеї

Саламандра альпійська, або європейська чорна (Salamandra atra), — саламандра блискучо-чорного кольору. Мешкає в Центральних та Східних Альпах на висотах вище за 700 м. Дорослі саламандри сягають приблизно від 9 до 14 см завдовжки. Тривалість їх життя щонайменше десять років. Це є яйцеживородна амфібія, що народжує за раз двох живих дитинчат. Загалом на висотах 650 - 1 000 м вагітність триває 2 роки, на висотах 1 400 - 1 700 м — 3 роки. Отруйна амфібія.